# Just Stop
«Just Stop» — сингл американской метал-группы Disturbed. Песня была выпущена 7 февраля 2006 года как третий сингл с их третьего студийного альбома Ten Thousand Fists.

## Список композиций
Слова и музыка всех песен — Disturbed.
| №                   | Название                                       | Длительность |
| ------------------- | ---------------------------------------------- | ------------ |
| 1.                  | «Just Stop (Live At House of Blues - Chicago)» | 3:51         |
| 2.                  | «Just Stop»                                    | 3:43         |
| 3.                  | «Just Stop (music video)»                      | 3:58         |
| Общая длительность: | Общая длительность:                            | 11:32        |

## Позиция в чартах
| Год  | Чарт            | Позиция |
| ---- | --------------- | ------- |
| 2006 | Mainstream Rock | 4       |
| 2006 | Modern Rock     | 24      |